# Arabembia arida
Arabembia arida är en insektsart som beskrevs av Ross 2006. Arabembia arida ingår i släktet Arabembia och familjen Embiidae. Inga underarter finns listade i Catalogue of Life.